# Paciencia (Príncipe)
Paciencia (portugies.: „Geduld“) ist ein kleiner Ort auf Príncipe im Distrikt Pagué im Inselstaat São Tomé und Príncipe. 2012 wurden 56 Einwohner gezählt.

## Geographie
Der Ort liegt im Nordosten, ungefähr auf halber Strecke zwischen Belo Monte und dem Hauptort Santo António. Er ist aus der Plantage Roça Paciencia entstanden.